# Paul Rudolph (opticien)
Pour les articles homonymes, voir Paul Rudolph.

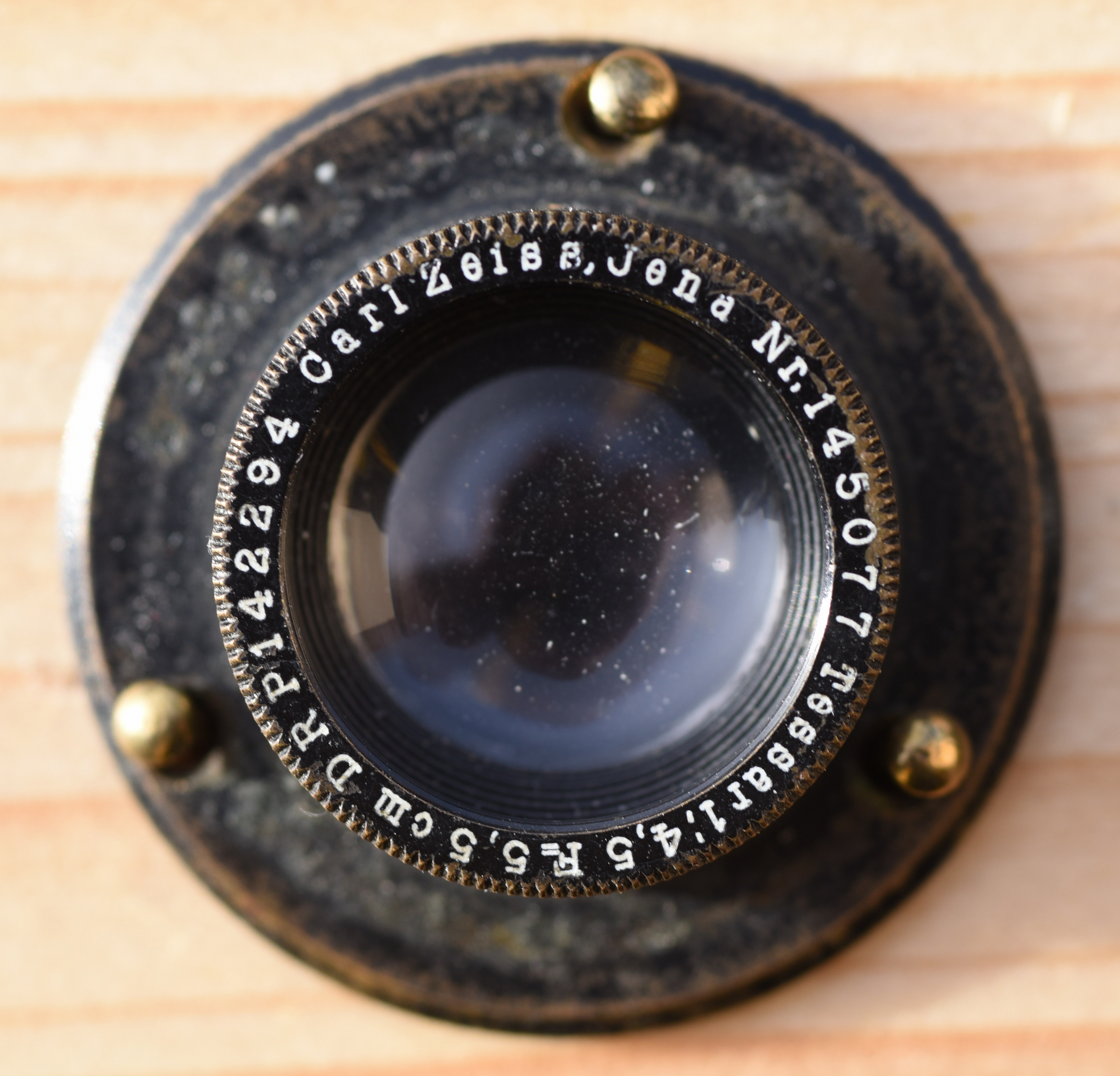
Carl Zeiss, Jena, Nr. 145077, Tessar 4,5 F 5,5cm DRP 142294 (1910)

Paul Rudolph (1858-1935) est un opticien allemand qui a mis au point le premier objectif Anastigmat alors qu'il travaillait chez Zeiss. Il est également l'inventeur du Planar, de l'Unar et du Tessar.